# Trélévern
Trélévern (bret. Trelêvern) – miejscowość i gmina we Francji, w regionie Bretania, w departamencie Côtes-d’Armor.
Według danych na rok 1990 gminę zamieszkiwały 1254 osoby, a gęstość zaludnienia wynosiła 181 osób/km² (wśród 1269 gmin Bretanii Trélévern plasuje się na 490. miejscu pod względem liczby ludności, natomiast pod względem powierzchni na miejscu 950.).